# Кельван, Альфонсиус
Альфонсиус Кельван (индон. Alfonsius Kelvan; род. 21 июня 1989, Джакарта) — индонезийский футболист, вратарь.

## Клубная карьера
Профессиональную карьеру начал в 2010 году в клубе «Мадура Утама». 9 декабря 2013 года он подписал однолетний контракт с клубом «Пелита Бандунг Рая». В 2016 году Альфонсиус перешёл в клуб «Персиба Баликпапан», который выступал в чемпионате Индонезии. В 2017 году он подписал однолетний контракт с «Бали Юнайтед» за который провёл 1 матч в Лиге 1 в том сезоне. Профессиональную карьеру завершил в 2020 году в клубе «Персела Ламонган».

## Личная жизнь
В декабре 2010 года Альфонсиус Кельван принял ислам.